# Efekt ostatniej płyty
Efekt ostatniej płyty – album studyjny zespołu One Million Bulgarians wydany w 2016 roku.
Nagrania zrealizowano w latach 2014–2016 z wyjątkiem utworu „Piekło dla gwiazd” (2009). Sesje odbyły się w Rzeszowie, Paryżu i Warszawie. Nagrań dokonano techniką analogową i cyfrową. Album został wydany na 30-lecie OMB.

## Lista utworów
Źródło:.
1. „Zamazani” – 3:05
2. „Kogo bije dzwon?” – 3:24
3. „Moje joye” – 4:36
4. „Nowy węgiel” – 3:47
5. „Piekło dla gwiazd” – 4:51
6. „Radosna depresja” – 3:45
7. „Dzień Marsa” – 3:51
8. „Za ciebie” – 3:28
9. „Sienamury” – 3:54
10. „Bili” – 3:29
11. „This Is Poland” (cover Red Star) – 3:20

## Twórcy
Źródło:.
- Jacek Lang – śpiew, gitary, gitara basowa
- Grzegorz Strzępek – perkusja
- Tomasz Wołoszyn – keybord
- Dariusz Kulda – gitara
- Mat Vidler – gitara basowa
- Yvon Boisramè – harmonijka (gościnnie)